# 후안 포이스
후안 마르코스 포이트(스페인어: Juan Marcos Foyth, 1998년 1월 12일~)는 아르헨티나의 축구 선수로 포지션은 센터백이며 현재 스페인 프리메라리가의 비야레알 CF에서 활약하고 있다.

## 선수 경력

### 클럽
에스투디안테스 데 라플라타 유소년팀 출신으로 2017년 계약 기간 5년·한화 약 176억원의 계약금을 받고 잉글랜드 프리미어리그 토트넘 홋스퍼로 이적하여 2018-19년 UEFA 챔피언스리그 준우승을 경험했지만 얀 베르통언, 토비 알데르베이럴트, 에릭 다이어, 다빈손 산체스와의 주전 경쟁에서 밀려나면서 2020년까지 리그와 컵대회를 통틀어 30경기 출장에 그쳤고 이후 2021 시즌을 앞두고 스페인 프리메라리가의 비야레알 CF로 임대 이적한 뒤 32경기에 출전하여 팀을 2020-21년 UEFA 유로파리그 정상으로 이끌어내면서 임대 신화를 만들어냈다.

### 국가대표팀
아르헨티나 U-20 대표팀 소속으로 2017년 CONMEBOL U-20 축구 선수권 대회에 참가하여 팀의 4위 및 2017년 FIFA U-20 월드컵 본선 진출에 기여했으나 2017년 FIFA U-20 월드컵 본선에서 잉글랜드와 개최국 대한민국에 참패를 당하며 16강 진출에 실패하는 수모를 당했다.
이후 이듬해인 2018년 11월 16일 멕시코와의 친선 경기에서 국제 A매치 데뷔전을 치렀고 또 이듬해에 열린 2019년 코파 아메리카에도 출전하여 팀의 4강 진출을 이끌었고 4강에서 라이벌이자 개최국인 브라질에 0-2로 패하며 결승 진출이 좌절되었으나 그나마 3·4위전에서 칠레에 2-1로 승리를 거두며 3위로 대회를 마무리했다.

## 수상

### 클럽
토트넘 홋스퍼
- UEFA 챔피언스리그 : 준우승 (2018-19)

 비야레알 CF
- UEFA 유로파리그 : 우승 (2020-21)
- UEFA 슈퍼컵 : 준우승 (2021)

### 국가대표팀
아르헨티나
- 코파 아메리카 : 3위 (2019)